# 尋找滿月
《尋找滿月》（日語：満月をさがして），香港譯作《星河滿月》，是日本漫畫家種村有菜原作的少女漫畫作品，最初連載於集英社漫畫月刊《RIBON》2002年1月號至2004年6月號，共30話（番外篇另計），並發行了7冊單行本。香港中文版由天下出版社發行，定名《星河滿月》。台灣中文版初由大然文化發行，定名《滿月美眉》；大然結業後，改由尖端出版發行，改名《尋找滿月》。
該作品於2002年被改編成電視動畫。電視動畫有52集，自2002年4月6日至2003年3月29日在東京電視台系列（東京電視網）首播。

## 故事簡介
神山滿月是一名喜歡唱歌的12歲女孩，但因喉嚨有惡性腫瘤而不能大聲說話否則會喉嚨痛。滿月父母早逝，曾在孤兒院住了一段日子，兩年前由外祖母接回家照顧。
滿月在孤兒院時期認識一個叫櫻井英知的男孩，兩人逐漸喜歡上對方。英知在兩年前被收養而遠赴美國，臨走前與滿月約定，在下次見面前，彼此要向自己的夢想邁進，他將來要成為天文學家，而滿月就要成為歌手。自從英知去美國後，滿月便跟他失去聯絡。
一天，兩個死神──達克托和梅洛蔻，出現在滿月面前，告訴她只剩下一年壽命。滿月聽到後，便下定決心去參加唱片公司的甄選會。但滿月因年齡未達16歲而無法參加。達克托認為滿月即使進了去也不會獲選，不想滿月在死前還有遺憾以造成日後自身死神工作的麻煩，便幫助滿月變成16歲的樣子並染了髮色來參加甄選會。16歲的滿月能夠正常地歌唱，因才華而被錄取。此後滿月便成為了歌手，每次要工作時都由達克托幫她變身，藝名則由滿月自取為「Fullmoon」（台譯：芙璐夢）。
達克托和梅洛蔻時時刻刻守在滿月身邊，他們的工作是要讓她準時死亡，但一天一天過去，滿月和達克托、梅洛蔻的感情變得很好，達克托甚至喜歡上了她。
動畫版在一次的機會中，滿月來到了美國，卻得知英知早在2年前就死了，頓時失去了活著的動力，甚至決定要放棄唱歌。梅洛蔻因死神的工作必須讓滿月這樣繼續活著而感到痛苦，於是想要逃避，便拜託另一個死神小泉代她全權負責，差點就害死了滿月，最後被達克托趕上阻止了，梅洛蔻也為自己的一念之差而感到後悔。到後來，兩位死神決定由自己來成為改變滿月命運的人。
在滿月壽限的最後一天，拚死想改變滿月命運的兩位死神被聖母帶到別的空間，聖母因為兩人少之又少的珍貴情操，而願意讓達克托變回人類再給他一次選擇的機會，讓梅洛蔻成為天使。
漫畫版結局尾段中英知靈魂的出現，作出了首尾呼應：在漫畫的初頭，滿月訴說對英知的回憶時，曾有一幕英知是這樣說的：「就算要我哭泣，只要滿月微笑，那我就幸福了。」而在結局的尾段，英知哭著地呼叫滿月，想滿月發現到他時，卻看見滿月的笑容，便心滿意足地離開了。
本作之漫畫和電視動畫的開端故事相近，但其後故事發展有所不同。

## 登場角色

### 主要角色
神山滿月（聲：myco（日）；林美秀（台）；陳琴雲（港））
本作主角。長得很像母親。12歲的小學生。原作漫畫設定生日是5月12日（動畫是4月4日）。
母親在生她後不久過世，父親也在她一歲時過世。曾在孤兒院住了一段日子，兩年前才由外祖母接回家照顧。
在達克托的幫助下，滿月能變成16歲的高中生，以藝名「Fullmoon」（台譯：芙璐夢）當歌手，工作完畢後再由達克托變回12歲。
當歌手的其中一個目的是為了實踐跟英知的承諾。
視達克托與梅洛蔻為重要的朋友。
原本喜歡英知，最後喜歡上達克托。
一般人是看不見死神的，可是滿月卻能看到。漫畫版滿月是因為英知的緣故而能看到死神，動畫版據小泉猜是因為疾病的痛苦所致。
達克托·奇拉（聲：齋藤恭央（日）；丘台名（台）；何偉誠（港））
新人死神。生日是1月18日。可以變成貓布偶，讓他可以被普通人看見及聽到他說話。
用法術把滿月變成16歲，使她得以參加甄選會。在甄選會上，達克托被滿月的歌聲震撼，決定在一年內幫助滿月實現當歌手的夢想。
後來逐漸對滿月有好感、喜歡上滿月，並且因唱歌這件事而想起還是人類時的記憶。
本體為吉良托人（きら たくと，或作吉良拓人）。跟滿月的父親古雅葵及滿月的主治醫生若王子圭一組成一個叫“ROUTE:L”（台譯：L路線）的樂團，而托人是主唱，加入時12歲。樂團解散後，托人轉為個人歌手發展，但他不久後就與滿月一樣，喉嚨長了腫瘤，不能再唱歌了。
原作是從醫院樓頂跳樓後陷入臥床昏迷狀態，以魂魄暫時離體的狀態成為死神，結局時靈魂回到昏迷中的肉體而甦醒。
動畫版是因絕望而在雨天騎快車時打滑摔下山崖後死亡，然後被封印記憶、因不珍惜生命被懲罰成為死神。而若死神完全恢復了生前的記憶，就會因此滯留在人界由於沒軀體可依附而變成幽靈消失，且過程會非常痛苦。於是梅洛蔻由小泉所提供的線索違反規定回到靈界去採忘憂草想幫助他，但他並不願意為了不成為幽靈而失去包括生前死後的所有記憶，在滿月的說服下才終於服用了。因他愛人並能實踐的心，聖母決定再給他一次面對的機會，讓他得以以兩年前出車禍便喪失記憶的狀態回到人世。
梅洛蔻·由依（聲：本多知惠子（日）；謝佼娟（台）；鄧潔麗（港））
死神。生日是10月6日。可以變成兔布偶，讓她可以被普通人看見及聽到她說話。曾喜歡小泉，現單方面喜歡達克托。
和達克托的死神組合名為死神部長取的「青蔥拉麵」，二人奉命監視滿月，阻止任何可改變滿月死期的事情發生，並在滿月到達死期時準時收取她的靈魂。
梅洛蔻的死神手冊可以自動提示有哪些人或事物將會改變滿月的死期──正寫的字是延後死期，倒寫的字是提早死期。
當滿月因工作而外出時，常變成滿月的樣子留在家中，幫助滿月暪過外祖母和傭人。
動畫中被達克托對滿月的愛情及不追究她對他的背叛而感動，理解到自己喜歡達克托就是因為他那顆美麗的心，即便他是不合格的死神，也會將他當作人類來喜歡。於是在達克托決定反抗命運幫滿月改變死期時，義無反顧地決定幫忙。後來在達克托失去了法力時，為了讓達克托幫他把滿月變成芙璐夢，還把頭髮剪短做成戒指，好讓達克托可以使用她的法力。結局時因她了解了什麼是真正的溫柔，聖母讓她成為天使。
在漫畫中，梅洛蔻生前為里匡萌，是滿月的外祖母年輕時的好朋友，因喜歡的人古雅清十郎喜歡上滿月的外祖母並訂下婚約而自殺。結局是和小泉在一起。
泉·里歐（聲：緒方惠美（日）；符爽（台）；陳偉權（港））
死神。生日是12月24日。曾跟梅洛蔻搭檔。喜歡梅洛蔻。擁有S的性格。
動畫中他與死神搭檔強納森奉命到人間調查達克托和梅洛蔻是否濫用法術幫助人類，但他不急著回報上級，而是到處阻撓破壞、試圖拆散青蔥拉麵，最後被梅洛蔻說不懂愛情是他的不幸，開始動搖。而在滿月壽限的那天達克托語重心長地要他記得人並不是都那麼不可信的之後，態度更加鬆動。
原作中他喜歡吃杏仁豆腐，可以變成狗布偶，因不能說話、不能用能力和難變回原貌而甚少自己變為布偶。梅洛蔻身上穿的衣服其實是他買的。
生前為泉利緒，因為母親在父親死後性格大變，後來在平交道上自殺。
櫻井英知（聲：木村良平（日）；符爽（台）；黎家希（港））
動畫版設定兩年前為16歲、比滿月大6歲。和滿月以前住在同一個孤兒院，並對滿月告白過。後來被人收養而遠赴美國，與滿月失去了聯絡。
在漫畫中，滿月在孤兒院時看到有關英知乘坐的飛機發生意外的新聞報導，便得知英知已經死了；在動畫中，滿月是後來到美國找英知，才知道英知已經死了──於兩年前，與養父母一同死於車禍──讓她受到非常大的打擊，尤其英知在未寄出的信中滿載著對她的思念與愛慕。
漫畫版結局時本來一直待在滿月身邊的英知靈魂終於放下，離開了滿月。

### 人類
若王子圭一（聲：小川輝晃（日）；符爽（台）；陳廷軒（港））
滿月的主治醫生，長相英俊，為滿月爸爸的朋友，比滿月媽媽年紀大一些。曾為ROUTE:L的鍵盤手王子。
在動畫中本已在樂團解散後完全放棄了音樂，但在達克托的話語下最終決定答應當Fullmoon第二張單曲唱片ETERNAL SNOW的製作人，並因而重拾了音樂。
大重正實（聲：瀨尾智美（日）；謝佼娟（台）；姜麗儀（港））
台譯：大重正美，Fullmoon的經紀人，曾以藝名「花飾結菜」當了兩年歌手，但不太成功。
是ROUTE:L的歌迷。
動畫譯名為大重正美。
漫畫最後和若王子在一起。由她的長髮來判斷，可知兩人在一起已經一段時間了。
若松圓（聲：可名（日）；謝佼娟（台）；譚淑英（港））
原名是“暮林千曉”，為了給人有喜歡動物的印象而養了一隻寵物小豬。
童星出身，為Fullmoon在業界的競爭對手。
動畫版初時因故而十分討厭Fullmoon，所以多次不擇手段想要贏Fullmoon。當她知道Fullmoon打算翻唱以前ROUTE:L的「ETERNAL SNOW」（台譯：永恆的白雪）作為第二首單曲後，搶先找著名音樂人高須廣平為自己製作單曲，卻一直不順利，還消沉到逃避唱歌，在得到12歲的滿月鼓勵後才重新振作。最後認為若沒有滿月和Fullmoon就不會有今天的她。
那智
僅在原作登場。原名是紫堂總一郎。
因若松圓的緣故而進演藝圈，第一次和若松圓見面曾被若松園嫌棄，後來跑去整形，得到了若松圓養的小豬的認可（在手中蓋章），最後和若松圓在一起。
古雅葉月（聲：笠原弘子（日）；林美秀（台））
滿月的母親，舊姓神山。身體不好。
懷了滿月後和葵私奔，在生下滿月後不久便去世。
神山文月（聲：杉山佳壽子（日）；謝佼娟（台）；姜麗儀（港））
滿月的外祖母。很疼愛女兒，不認可滿月的父親。
因種種往事而變得十分討厭音樂，認為音樂只會帶來不幸，且對此深信不疑。
在漫畫中是梅洛蔻生前的好朋友。
古雅清十郎
「古雅財閥」的主人，為葵的父親。
本與文月相愛而有了婚約，但為了追求音樂而拋下文月遠走他鄉。
原作中萌和文月兩人都愛慕他，但後來誰都沒能和他在一起。其夫人很早就過世了。最後他來到神山家，與文月再次相逢，並與文月再婚。
古雅葵（聲：高橋廣樹）
滿月的父親。實際上是文月朝思暮想的清十郎的兒子。
為ROUTE:L的吉他手及團長，與葉月私奔後失聯，樂團便因此形同解散。
漫畫版是注意到葉月要生產時，乘車去醫院途中遇上交通事故死亡；而動畫版是在滿月一歲時死亡。
田中太太（聲：赤土真弓（日）；林美秀（台）；吳小藝（港））
神山家的傭人，喜歡聽音樂。
高須廣平（聲：合田穗積（日）；符爽（台）；黎家希（港））
僅在動畫版登場。為有著著名實力的音樂製作人。
為Fullmoon製作首張單曲唱片Myself。
儘管若松圓是使計才搶先Fullmoon找上他製作單曲唱片ETERNAL SNOW，但他仍不遺餘力地幫她製作。
和美·富蘭克林（聲：增本美子）
僅在動畫版登場。滿月在孤兒院時的老師，結婚後移居美國。在有次有事回日本時去見了滿月，聽她與英知的故事後答應幫滿月尋找英知，後來也真的找到了英知養父母一家的線索。
七海（聲：宍戶留美（日）；謝佼娟（台））
僅在動畫版登場的小女孩。因故而成為了Fullmoon的頭號歌迷。

### 死神
喬納森 / 雪丹（聲：森訓久（日）；丘台名（台）；陳廷軒（港））
原作中他的真正身份是死神部長。
動畫中喬納森和小泉作為搭檔奉死神部長之命來到人間，調查達克托和梅洛蔻有沒有違規用法術幫助凡人。形象是一個戴帽子的鬼魂。
米絲提雅
僅在原作中登場。
為死神主人，後來因為和死神部長雪丹一同煉製達克托的聲帶（不存在的東西）而雙雙消失。

## 電視動畫
2002年4月6日起於東京電視網屬下電視台播映。

### 歌曲
片頭曲
- 「I♥U」 （第1－26集）

作詞：YOPPY / 作曲：THE★SCANTY / 編曲：MASAHIDE SAKUMA / 歌：THE★SCANTY
- 「ROCK'N ROLL PRINCESS」 （第27－52集）

作詞 - YOPPY / 作曲・編曲 - MASAHIDE SAKUMA / 歌 - THE★SCANTY
片尾曲
- New Future （第1－6及52集） - 動畫中滿月在新人甄選會所唱的歌曲，是滿月父親的作品。

作詞 - myco / 作曲 - 辺見鑑孝・田辺晋太郎 / 編曲 - 辺見鑑孝 / 歌 - Changin' My Life
- Myself （第7－26集） - 動畫中Fullmoon的首張單曲唱片的歌曲，由滿月作詞。

作詞 - myco / 作曲 - 田辺晋太郎 / 編曲 - 辺見鑑孝 / 歌 - Changin' My Life 
- ETERNAL SNOW （第27－42集） - 譯永恆的白雪。Fullmoon第二張單曲唱片的歌曲，為ROUTE:L的名曲。

作詞 - myco / 作曲 - 田辺晋太郎 / 編曲 - 本田優一郎・辺見鑑孝 / 歌 - Changin' My Life 
- Love Chronicle （第43－51集） - 譯愛的回憶。動畫第52集中，Fullmoon在演唱會上最後唱的歌。

作詞 - myco / 作曲 - 田辺晋太郎 / 編曲 - 本田優一郎・辺見鑑孝 / 歌 - Changin' My Life
插入曲
- SMILE - 在動畫第35、37及52集出現。
- Focus - 動畫第1集開始時，滿月在睡夢中當歌手時所唱的歌。

以上片尾曲及插曲由日本二男一女組合“Changin' My Life”所唱，女主音歌手myco是動畫中神山滿月的配音員，也是這些歌曲的作詞者。2005年推出的唱片《尋找滿月 - Fullmoon Final Live》收錄了這六首歌曲。

### 各集列表
| 話数 | 日文標題 | 中文標題                | 劇本       | 分镜       | 演出       | 作画監督   | 放送日        |
| ---- | -------- | ----------------------- | ---------- | ---------- | ---------- | ---------- | ------------- |
| 1    |          | 即使如此也想歌唱        |            | 加藤敏幸   | 清水明     | 工藤裕加   | 2002年 4月6日 |
| 2    |          | 和英知的約定            | 難波日登志 | 平田豐     | 清水敏孝   | 4月13日    |               |
| 3    |          | 經紀人來了              | 田村龍     | 小寺勝之   | 古川政美   | 斎藤哲人   | 4月20日       |
| 4    |          | 把想念放進歌詞裡        | 中瀨理香   | 山口美浩   | 山口美浩   | 清丸悟     | 4月27日       |
| 5    |          | 第一份工作              | 吉村元希   | 小寺勝之   | 清水明     | 河南正昭   | 5月4日        |
| 6    |          | 錄音的這天很漫長        | 田村龍     | 吉本毅     | 吉本毅     | 石倉敬一   | 5月11日       |
| 7    |          | Full Moon 初次登台！    |            | 西村純二   | 古川政美   | 江森真理子 | 5月18日       |
| 8    |          | 真的很轟動嗎？          | 中瀨理香   | 東海林真一 |            | 清水博幸   | 5月25日       |
| 9    |          | 希望你能聽見            | 吉村元希   | 西村純二   | 清水明     | 河南正昭   | 6月1日        |
| 10   |          | 演藝界的行規？          | 廣平蟲     | 伊藤尚往   | 伊藤尚往   | 清丸悟     | 6月8日        |
| 11   |          | 危險鏡頭                | 田村龍     | 佐藤照雄   | 佐藤照雄   | 江森真理子 | 6月15日       |
| 12   |          | 青蔥拉麵和聖者之石      |            | 吉本毅     | 吉本毅     | 石倉敬一   | 6月22日       |
| 13   |          | 小型的演唱會            | 中瀨理香   | 清水明     | 清水明     | 河南正昭   | 6月29日       |
| 14   |          | 加油！代理經紀人        | 廣平蟲     | 東海林真一 | 岩崎太郎   | 清水博幸   | 7月6日        |
| 15   |          | 初吻？                  | 吉村元希   |            | 吉田俊司   | 斎藤哲人   | 7月13日       |
| 16   |          | 競爭對手登場！          |            | 岩崎太郎   | 上野史博   | 清丸悟     | 7月20日       |
| 17   |          | 擦身而過的兩人          | 中瀨理香   |            | 清水明     | 河南正昭   | 7月27日       |
| 18   |          | 奔跑吧！往面試會場去！  | 中瀨理香   | 加藤洋人   | 吉本毅     | 石倉敬一   | 8月3日        |
| 19   |          | 傳達不到的歌聲          | 田村龍     | 小島多美子 | 鈴木芳成   | 江森真理子 | 8月10日       |
| 20   |          | 梅洛蔻很孤單            |            | 清水明     | 清水明     | 近藤優次   | 8月17日       |
| 21   |          | 新的思慕                | 吉村元希   | 福本潔     |            | 石倉敬一   | 8月24日       |
| 22   |          | 心跳不已！個人演唱會！  | 中瀨理香   |            | 清水明     | 河南正昭   | 8月31日       |
| 23   |          | 搬家大騷動              | 田村龍     | 東海林真一 | 上野史博   | 清丸悟     | 9月7日        |
| 24   |          | 父親的歌                | 廣平蟲     |            | 鈴木芳成   | 江森真理子 | 9月14日       |
| 25   |          | 懇求若王子醫生          |            | 加藤洋人   | 吉本毅     | 石倉敬一   | 9月21日       |
| 26   |          | 想傳達的事情            | 奥田誠治   | 佐藤照雄   | 近藤優次   | 9月28日    |               |
| 27   |          | 絕對不能輸              | 吉村元希   |            | 清水明     | 河南正昭   | 10月5日       |
| 28   |          | 滿月是戀愛專家？        |            | 東海林真一 | 渡邊健一郎 | 清丸悟     | 10月12日      |
| 29   |          | 新的死神‧泉&強納森      | 中瀨理香   |            | 鈴木芳成   | 江森真理子 | 10月19日      |
| 30   |          | 知道英知的人            | 田村龍     | 佐藤照雄   | 佐藤照雄   | 近藤優次   | 10月26日      |
| 31   |          | 是學園祭的秋天          | 廣平蟲     |            | 清水明     | 河南正昭   | 11月2日       |
| 32   |          | 真實的小圓              | 吉村元希   | 東海林真一 |            | 石倉敬一   | 11月9日       |
| 33   |          | 偷偷靠近的病魔          |            | 小島多美子 | 鈴木芳成   | 江森真理子 | 11月16日      |
| 34   |          | 盪鞦韆上的老人          | 中瀨理香   | 加藤敏幸   | 清水明     | 近藤優次   | 11月23日      |
| 35   |          | 英知寄來的mail？        | 中瀨理香   |            | 佐藤照雄   | 河南正昭   | 11月30日      |
| 36   |          | 命運的新人獎            | 杉浦真夕   | 東海林真一 | 洪憲杓     | 清丸悟     | 12月7日       |
| 37   |          | 滿月所贈的禮物          | 田村龍     | 小瀧禮     | 鈴木芳成   | 江森真理子 | 12月14日      |
| 38   |          | 外婆的過去              | 吉村元希   | 小島多美子 | 清水明     | 近藤優次   | 12月21日      |
| 39   |          | 飛越太平洋              |            |            | 高橋順     | 前田明壽   | 12月28日      |
| 40   |          | 項鍊被盜                | 廣平蟲     | 東海林真一 | 東海林真一 | 清丸悟     | 2003年 1月4日 |
| 41   |          | 到英知所在的城市去      | 中瀨理香   | 小島多美子 | 佐藤照雄   | 河南正昭   | 1月11日       |
| 42   |          | 永恆的白雪              | 吉村元希   | 加藤敏幸   | 清水明     | 南伸一郎   | 1月18日       |
| 43   |          | 再也不唱歌了            | 杉浦真夕   | 小島多美子 | 鈴木芳成   | 江森真理子 | 1月25日       |
| 44   |          | 共鳴的心                | 吉村元希   | 東海林真一 | 洪憲杓     | 清丸悟     | 2月1日        |
| 45   |          | 小泉的誘惑              | 中瀨理香   | 小瀧禮     | 佐藤照雄   | 河南正昭   | 2月8日        |
| 46   |          | 於新月之夜              | 田村龍     | 小島多美子 | 清水明     | 近藤優次   | 2月15日       |
| 47   |          | 活下去的希望            | 廣平蟲     | 西村純二   | 鈴木芳成   | 江森真理子 | 2月22日       |
| 48   |          | 變不了 Fullmoon？       |            | 東海林真一 | 東海林真一 | 服部憲知   | 3月1日        |
| 49   |          | 滿月的心意‧梅洛蔻的心意 | 杉浦真夕   | 佐藤照雄   | 佐藤照雄   | 河南正昭   | 3月8日        |
| 50   |          | 怎樣也開不了口          | 田村龍     | 西村純二   | 清水明     | 南伸一郎   | 3月15日       |
| 51   |          | 命運之日                | 吉村元希   | 小島多美子 | 鈴木芳成   | 江森真理子 | 3月22日       |
| 52   |          | 尋找滿月！              | 中瀨理香   | 加藤敏幸   | 加藤敏幸   | 工藤裕加   | 3月29日       |

## 相關作品

### 動畫
- 《尋找滿月—可愛可愛大冒險》 - 片長約9分鐘的動畫特輯，是《RIBON》2002年11月號供讀者索取的贈品。

### 畫集
- 《尋找滿月畫集—種村有菜COLLECTION》

| 日本 東京電視台 星期六7:30節目 | 日本 東京電視台 星期六7:30節目           | 日本 東京電視台 星期六7:30節目 |
| ------------------------------ | ---------------------------------------- | ------------------------------ |
|                                | 尋找滿月 （2002年4月6日－2003年3月29日） |                                |
|                                | 坦克王                                   |                                |

| 亞洲電視本港台 星期一至五 17:00 - 17:30 節目 | 亞洲電視本港台 星期一至五 17:00 - 17:30 節目        | 亞洲電視本港台 星期一至五 17:00 - 17:30 節目 |
| -------------------------------------------- | --------------------------------------------------- | -------------------------------------------- |
|                                              | 星河滿月 （2006年2月21日 - 5月3日）                 |                                              |
| 網球王子 （第1至48集）                       | 變形火車俠                                          |                                              |
| 星期一至五 16:30 - 17:00 節目                |                                                     |                                              |
| 索斯機械獸IV （重播）                        | 星河滿月 （重播） （2006年11月9日 - 2007年1月22日） | 怪獸農場 （第一輯、重播）                    |

## 外部連結
- Shueisha's Official Full Moon O Sagashite website （日語）
- Viz Media's Official Full Moon O Sagashite manga website
- 尋找滿月（漫畫）在動畫新聞網百科全書中的資料（英文）